# Jean-Michel Chevry
Pour les articles homonymes, voir Chevry.
 (juillet 2013).
Jean-Michel Chevry est un auteur, compositeur, interprète né en 1961 sur les bords du Loing. Il est notamment connu pour ses tournées en Russie.

## Biographie
À 12 ans, il apprend ses premiers accords sur une guitare. De famille modeste l'école de musique ne lui est pas accessible. Pourtant au collège à Moret-sur-Loing, puis au lycée Uruguay-France à Avon, il écrit des chansons et connaît ses premières expériences scéniques. En parallèle, il poursuit ses études et devient professeur de mathématiques.
Dans les années 1980, on peut l'entendre dans différents groupes de rock. En 1985, il prend l'orientation chanson. Il participe à des concerts dans quelques salles parisiennes et surtout en Seine-et-Marne. De 1993 à 1995, il crée et participe à l'organisation du festival Chante Seine et Marne.
Une jeune Russe venue l'écouter par hasard à un concert à Melun lui propose de venir jouer dans son pays dans le cadre d'un échange culturel. Trois ans plus tard en 1996, une tournée est organisée. Jean-Michel Chevry part dans l'Oural, à Ekaterinbourg, avec trois musiciens. Malgré l'obstacle de la langue, le succès est immédiat. Les quatre musiciens remplissent des salles gigantesques[non neutre] dont certaines utilisées autrefois pour les congrès du Parti communiste[réf. nécessaire].
Jean-Michel Chevry, oscillant entre le rock français et ballades populaires, enchaîne ensuite plus de vingt tournées en Russie, de Moscou à Vladivostok, notamment en Sibérie orientale, où il est accueilli tel une star[non neutre].
Plus d'une centaine  de concerts sans doute plus d'émissions de TV et de radios en Russie[évasif], des conférences de presse et un public fidèle et grandissant[non neutre][réf. nécessaire]. Son parcours étonnant et atypique l'a aussi amené à se produire en Azerbaïdjan, Slovaquie, Hongrie, Inde, Nouvelle-Zélande, etc[réf. nécessaire]. Il est reçu régulièrement par des radios et il fait l'objet de plusieurs reportages sur des chaînes de télévision françaises,.
Il enregistre plusieurs CD dont le dernier On s'ra tous sergents.
Il écrit également, chez Edition du bout de la rue, dans la collection Instantanés Itinérants, un ouvrage D'Irkoutsk à Vladivostok préfacé par Anna Gavalda, puis un second carnet de voyage La Fête du Soleil à Yakoutsk.
Ensuite il écrit dans la collection « Detectivarium »" l'imbroglio du Transsibérien (policier jeunesse)
Puis une trilogie jeunesse : Kyym le petit mammouth, Kyym le cirque, Kyym et la fête du soleil.
ensuite il écrit un livre de nouvelles "Une page". 
En 2019, il publie un roman policier "Vendest sur la Brie - Mort aux traitres". Dont l'intrigue se déroule dans la confrérie du 
brie de M'lun. chez Edition Terrible
En 2020, il publie chez le même éditeur Un conte sibérie, la maison au fond du lac.
Le 13 juillet 2013, TF1 lui consacre une reportage sur sa 9e visite à Yakoutsk pour la fête du soleil.
Il est également professeur de mathématique au collège Rosa Bonheur (Le Châtelet-en-Brie, Seine-et-Marne).